# Puig del Molí de Vent (Calonge)
El Puig del Molí de Vent és una muntanya de 61 metres que es troba al municipi de Calonge, a la comarca catalana del Baix Empordà.